# 日本ユニフォームセンター
公益財団法人日本ユニフォームセンター (NUC) とは、官公庁や企業などの制服の研究・プロデュースをする団体。1962年設立。内閣府認定。

## 沿革
- 1962年1月 - 設立。
- 1966年10月 - 厚生省（現厚生労働省）を主務官庁とする財団法人許可を受ける。
- 2011年 - 内閣府認定。
  - 7月1日 - 公益財団法人となる。

## 納入実績

### 官公庁
- 警察庁
- 東京税関
- 国立印刷局
- 厚生労働省
- 海上保安庁
- 消防庁
- 農林水産省

他

### 交通事業者

#### 公営交通
- 東京都交通局
- 名古屋市交通局
- 京都市交通局
- 大阪市交通局
- 仙台市交通局

#### JR
- JR東日本
- JR東海[2]
- JR西日本
- JR九州
- JR北海道
- JR四国

#### 私鉄など
- 東京地下鉄
- 東急電鉄
- 京急電鉄
- 京成電鉄
- 東武鉄道
- 西武鉄道
- 京王電鉄
- 阪神電鉄[3]
- 近畿日本鉄道
- 阪急電鉄[4]
- 首都圏新都市鉄道つくばエクスプレス

他多数

### 民間企業
- 日本郵政グループ
- 日本コカ・コーラ
- 東京電力
- 東京ガス
- NTTドコモ
- トヨタ自動車
- 日産自動車
- ヤマト運輸
- KDDI

## 機関紙
- The UNIFORM